# Gräberfeld von Højstrup-Mark

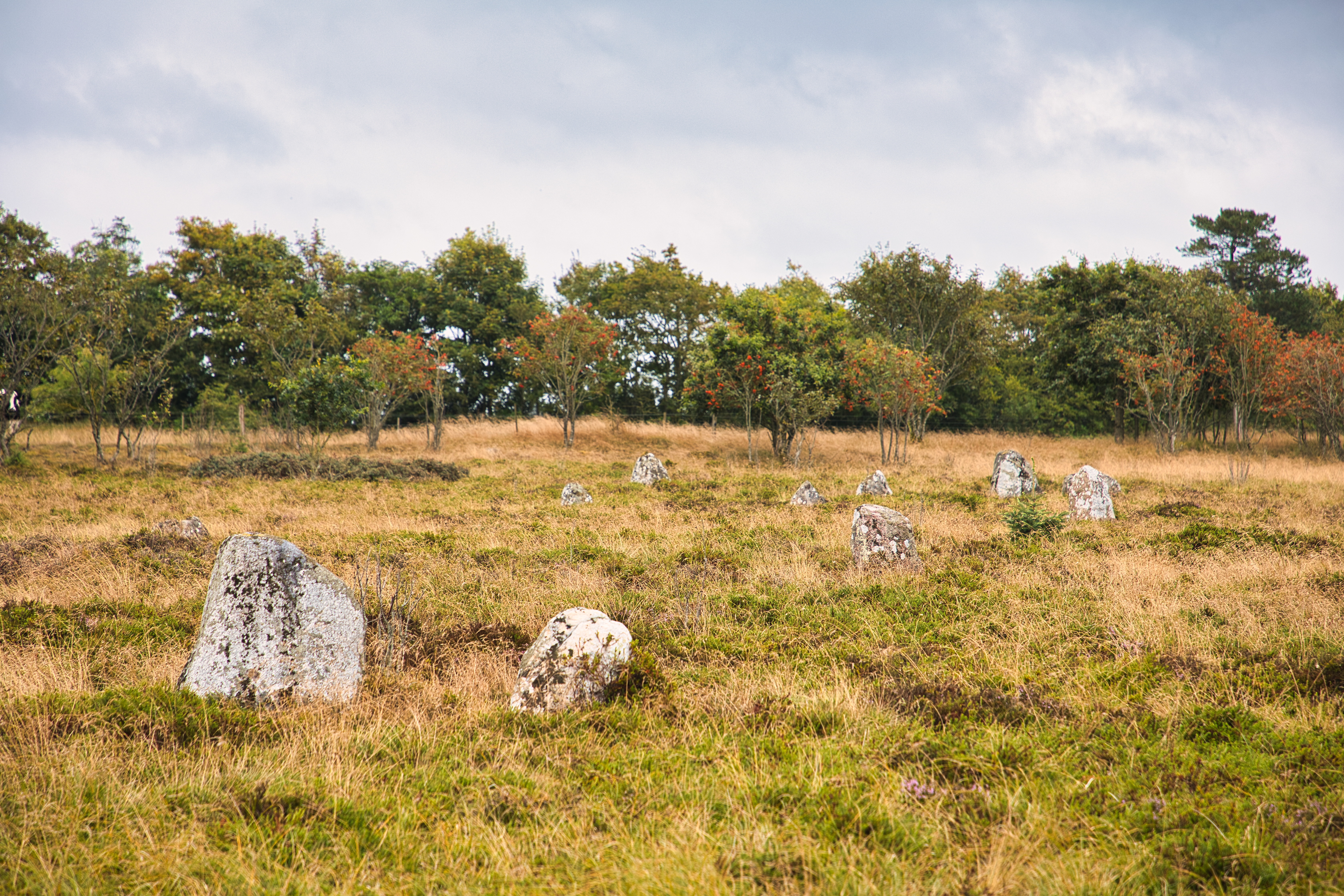
Das Gräberfeld im Sommer 2021

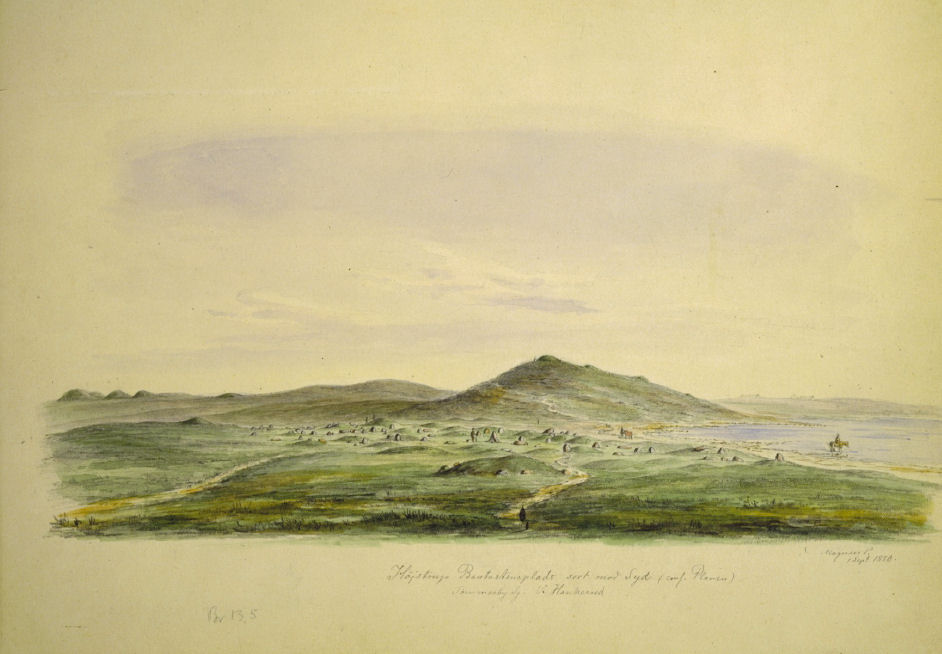
Højstrup nach Julius Magnus Petersen

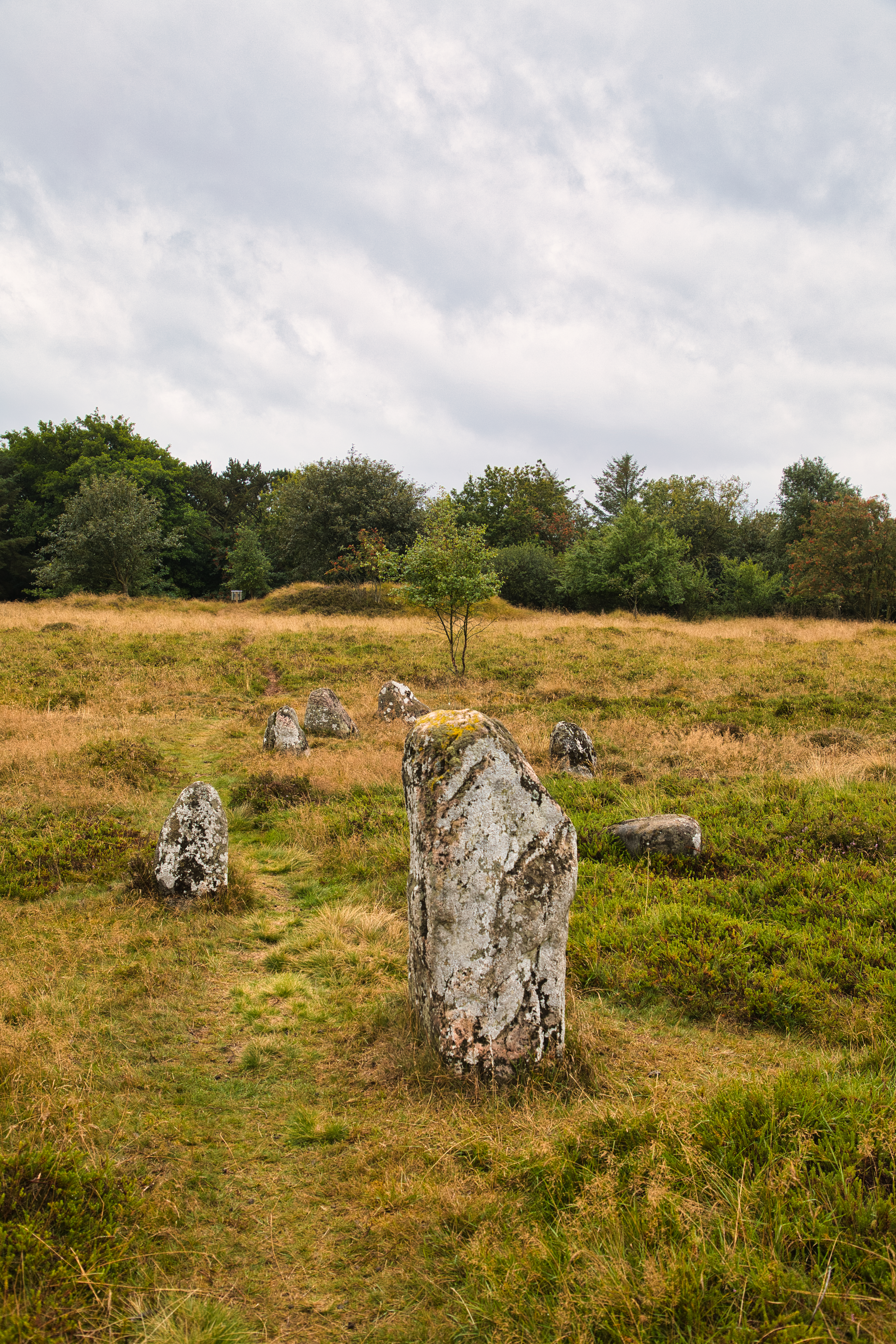
Einer der Bautasteine

Das Gräberfeld von Højstrup-Mark (auch Vikingegravpladsen ved Højstrup, Tommerby Vikingeravplads genannt) liegt nördlich der Amtoft Vig, einer Bucht des Limfjordes in Thy in Dänemark und ist nur durch die Landstraße vom Limfjord getrennt, dessen Wasserstand zur Wikingerzeit höher als heute war (aufgrund der Landhebung) und bis zum Rand des Gräberfeldes reichte. Højstrup-Mark ist ein typisches nordjütisches Gräberfeld der Wikinger, aber deutlich kleiner als Lindholm Høje.
Auf der Heide befinden sich 37 kleine Grabhügel und zwei kleine Schiffssetzungen. Teils auf den Grabhügeln, teils zwischen ihnen stehen 75 bis zu 1,2 m hohe Bautasteine. Die Mehrzahl der wenig mehr als 0,50 m hohen Grabhügel ist rund, aber es finden sich auch ovale und dreieckige. Die Schiffssetzungen lassen sich noch erkennen, obwohl einige Steine entfernt wurden. Einige Bautasteinreihen können Reste von Schiffssetzungen oder anderen nicht mehr erkennbaren Steinsetzungen sein. Aber es wurden auch einzelne Bautasteine errichtet. Diese stehen nicht als Begrenzung um die Gräber, sondern sind Teil des Grabkultes. So fanden sich, von einem Hügel bedeckt, sechs Bautasteine, in einer Reihe über einem Grab.
Ein Teil der Anlage wurde 1881 von C. Engelhardt untersucht. Die Gräber weisen ungleiche Bestattungsformen auf. Teils fanden sich Brandgräber, bei denen die Knochen in einer Kohle- und Steinschicht verstreut lagen, teils waren die Toten in einem Sarg oder ähnlichem Behältnis mit dem Kopf nach Westen bestattet worden. In einem Grab fand sich ein Frauenskelett in einem Wagengestell mit Grabbeigaben, also nach heidnischer Sitte bestattet. Zu den Beigaben gehören ein eisernes Messer mit einem Silberband um den Griff, vier Glasperlen sowie Teile eines bronzenen Bandes und einige Stückchen Goldblech. Die Funde werden im Nationalmuseum in Kopenhagen aufbewahrt.
In alten Zeiten hat man viele Steine von dem Grabfeld entfernt und zu Schotter zerschlagen. Aufgrund der Untersuchung ist anzunehmen, dass ursprünglich etwa 125 Bautasteine auf dem Grabfeld errichtet waren. Um weitere Zerstörungen zu vermeiden, wurde die Anlage 1881 unter Denkmalschutz gestellt.